# Blaine (Washington)
Blaine az Amerikai Egyesült Államok északnyugati részén, Washington állam Whatcom megyéjében elhelyezkedő város. A 2010. évi népszámlálási adatok alapján 4684 lakosa van.

## Története
A 19. században érkező telepesek fafeldolgozással és halászattal foglalkoztak, továbbá a település a Brit Columbiába induló aranyásók ideiglenes tartózkodási helyeként szolgált. A James G. Blaine szenátorról és republikánus elnökjelöltről elnevezett helység 1890. május 20-án kapott városi rangot. A blaine-i épületek többsége a 19. és 20. század fordulójára jellemző stílusjegyeket visel.
Az Alaska Packers’ Association működtette a világ legnagyobb lazacfeldolgozóját; ezt később üdülővé alakították át. A fafeldolgozókból az árut hajón szállították San Franciscó-ba, ahol azt az 1906-os tüzet követő újjáépítésnél használták fel. A kitermelhető faanyag elfogyott, azonban a halászat továbbra is jelentős volt; az 1970-es évektől hálós lehalászást folytattak. A térség a madárfigyelők körében kedveltté vált; a Nemzeti Audubon Társaság a partvidék több pontját is „fontos madárfigyelő hellyé” minősítette.
A Cain család nevéhez fűződik a legnagyobb, Seattle-től északra fekvő bolt, az állam egykor legnagyobb szállója, egy fafeldolgozó és zsindelygyár, valamint az első vízparti rakodóhely. A család több nagyobb földterületet is adományozott.
Az 1889-ben családjával Blaine-be költözött Nathan Cornish 1901-ben polgármester lett; programja a „tizenkét mérföldnyi [19 km-nyi] faburkolatú járda” volt. Lánya, Nellie Cornish zongoraiskolát kívánt indítani; az intézmény kudarcát követően Seattle-be költözött, ahol 1914-ben megalapította a Cornish Művészeti Főiskolát.
Az 1950-es években Loretta Lynn countryénekes rendszeresen fellépett William Hafstrom mára megszűnt kisvendéglőjében.

## Éghajlat
A város éghajlata mediterrán (a Köppen-skála szerint Csb).
| Hónap                         | Jan.  | Feb.  | Már.  | Ápr. | Máj. | Jún. | Júl. | Aug. | Szep. | Okt. | Nov.  | Dec.  | Év    |
| ----------------------------- | ----- | ----- | ----- | ---- | ---- | ---- | ---- | ---- | ----- | ---- | ----- | ----- | ----- |
| Rekord max. hőmérséklet (°C)  | 17,8  | 20,0  | 33,3  | 26,7 | 30,0 | 33,3 | 35,0 | 33,3 | 30,0  | 25,6 | 18,9  | 16,7  | 35,0  |
| Átlagos max. hőmérséklet (°C) | 5,9   | 8,2   | 10,7  | 14,0 | 17,5 | 20,3 | 22,7 | 22,3 | 19,2  | 14,2 | 9,6   | 6,6   | 14,3  |
| Átlaghőmérséklet (°C)         | 2,7   | 4,3   | 6,3   | 9,0  | 12,1 | 14,8 | 16,6 | 16,3 | 13,7  | 9,8  | 6,1   | 3,6   | 9,6   |
| Átlagos min. hőmérséklet (°C) | −0,5  | 0,5   | 1,8   | 3,9  | 6,6  | 9,3  | 10,6 | 10,4 | 8,1   | 5,3  | 2,5   | 0,5   | 4,9   |
| Rekord min. hőmérséklet (°C)  | −18,3 | −22,8 | −11,7 | −6,1 | −6,1 |      | 1,1  | 0,6  | −3,9  | −7,2 | −15,0 | −18,3 | −22,8 |
| Átl. csapadékmennyiség (mm)   | 142   | 100   | 92    | 66   | 56   | 48   | 29   | 36   | 59    | 107  | 147   | 149   | 1031  |
| Forrás: Weatherbase           |       |       |       |      |      |      |      |      |       |      |       |       |       |

## Népesség
A 2010-es népszámláláskor a városnak 4684 lakója, 1994 háztartása és 1291 családja volt. A népsűrűség 324,2 fő/km2. A lakóegységek száma 2346, sűrűségük 162,4 db/km2. A lakosok 86,5%-a fehér, 1,4%-a afroamerikai, 0,9%-a indián, 5,1%-a ázsiai, 1,3%-a a Csendes-óceáni szigetekről származik, 0,7%-a egyéb, 4,2%-a pedig kettő vagy több etnikumú. A spanyol vagy latino származásúak aránya 5% (   )
A háztartások 27,1%-ában élt 18 évnél fiatalabb. 49,5% házas, 11% egyedülálló nő, 4,2% egyedülálló férfi, 35,3% pedig nem család. 30,1% egyedül élt; 12%-uk 65 éves vagy idősebb. Egy háztartásban átlagosan 2,32 személy élt; a családok átlagmérete 2,85 fő.
A medián életkor 44,3 év volt. A város lakóinak 21,4%-a 18 évesnél fiatalabb, 7,4% 18 és 24 év közötti, 22%-uk 25 és 44 év közötti, 30,1%-uk 45 és 64 év közötti, 19,1%-uk pedig 65 éves vagy idősebb. A lakosok 49,1%-a férfi, 50,9%-a pedig nő.

## Határátkelő
Blaine-ben két határátkelő található Kanada irányába: a diadalívnél, az Interstate 5 északi végén a személygépjárművek, a Pacific Highwayen fekvő átkelőn pedig a tehergépjárművek léphetik át a határt.
Az USA által 2011-ben átadott új átkelőn egy üres hirdetőtáblára emlékeztető műtárgyat (Non-Sign II) helyeztek el. A kanadai oldal épületét 2009. augusztus 20-án adta át Peter Van Loan közbiztonsági miniszter. A határátkelőt a 2010. évi téli olimpiai játékok miatti megnövekedett forgalom enyhítésére nyitották meg.
A Volstead Act révén bevezetett szesztilalmat követően 1919-től rendszeressé vált a csempészet, mivel a Texada-szigeten egy whiskylepárló működött. Az 1933-as Blaine Act a tilalmat feloldotta, azonban ezt követően Kanadában vezettek be korlátozó intézkedéseket.
Az 1990-es években Brit Columbiából Blaine-be marihuánát, az ellenkező irányba pedig kokaint csempésztek, melyhez különféle módszereket használtak a hátizsákos szállítástól a helikopterről ledobálásig. A 2001. szeptember 11-ei terrortámadások következtében megerősített határrendészet miatt a csempészet az állam belsőbb területein vált jelentősebbé.
A Samuel Hill által tervezett, a genti egyezmény aláírásának emléket állító diadalívet 1921. szeptember 6-án adták át. Az építmény demonstrációk helyszíne is. A Peace Arch Park részben az USA, részben pedig Kanada területén fekszik.
A Blaine-i Békeszövetség 2006-ban javasolta, hogy a település létesítsen testvérkapcsolatot az új-skóciai Pugwash városával, azonban mivel utóbbi település a fegyveres konfliktusok veszélyének csökkentését vizsgáló szervezet tagja, Blaine önkormányzata szerint a kapcsolatnak politikai üzenete lenne. A döntést követően a Békeszövetség feloszlott.[forrás?]
1937 óta a Nemzetközi Diadalív Egyesület szervezésében évente megrendezett esemény során felvonják a zászlókat és beszédeket mondanak; a határátkelő ez idő alatt zárva tart. Az esemény 2013. február 28-án megszűnt, azonban a közvélemény hatására 2015 óta újra megrendezik.

## Nevezetes személyek
- Carlos Becerra, színész[27]
- Luke Ridnour, kosárlabdázó[28]

## Fordítás
- Ez a szócikk részben vagy egészben  a   Blaine, Washington című angol Wikipédia-szócikk ezen változatának fordításán alapul.  Az eredeti cikk szerkesztőit annak laptörténete sorolja fel. Ez a jelzés csupán a megfogalmazás eredetét és a szerzői jogokat jelzi, nem szolgál a cikkben szereplő információk forrásmegjelöléseként.